# Nya Parken
Nya Parken is een voetbalstadion in het Zweedse Norrköping. Het stadion is de thuishaven van IFK Norrköping dat uitkomt in de Allsvenskan. Ook IK Sleipner en IF Sylvia spelen hier hun thuiswedstrijden. Het stadion is gebouwd in 1904 en volledig gerenoveerd in 2009.

## WK/EK interlands
Het stadion werd in 1958 gebruikt voor het WK, in 1992 voor het EK en in 2013 voor het EK voor vrouwen.
| № | Datum        | Wedstrijd                | Uitslag | Competitie               | Toeschouwers |
| - | ------------ | ------------------------ | ------- | ------------------------ | ------------ |
| 1 | 8 juni 1958  | Frankrijk– Paraguay      | 7 – 3   | WK 1958                  | 16.500       |
| 2 | 11 juni 1958 | Paraguay– Schotland      | 3 – 2   | WK 1958                  | 12.000       |
| 3 | 19 juni 1958 | Frankrijk– Noord-Ierland | 4 – 0   | WK 1958                  | 12.000       |
| 4 | 12 juni 1992 | GOS – Duitsland          | 1 – 1   | EK 1992 - Groepsfase (B) | 17.410       |
| 5 | 15 juni 1992 | Schotland – Duitsland    | 0 – 2   | EK 1992 - Groepsfase (B) | 17.638       |
| 6 | 18 juni 1992 | Schotland – GOS          | 3 – 0   | EK 1992 - Groepsfase (B) | 14.660       |

## Trivia
- Bij het stadion staat sinds 2024 een standbeeld van oud-IFK Norrköpingspeler Ove Kindvall.

Råsunda stadion (Stockholm) · Nya Ullevi (Gothenburg) · Malmö Stadion (Malmö) · Tunavallen (Eskilstuna) · Nya Parken (Norrköping) · Jernvallen (Sandviken) · Rimnersvallen (Uddevalla) · Olympia (Helsingborg) · Ryavallen (Borås) · Örjans Vall (Halmstad) · Eyravallen (Örebro) · Arosvallen (Västerås)
Behrn Arena (Örebro SK) ·
Borås Arena (IF Elfsborg) ·
Falkenbergs IP (Falkenbergs FF) ·
Gamla Ullevi (IFK Göteborg) ·
Grimsta IP (IF Brommapojkarna) ·
Guldfågeln Arena (Kalmar FF) ·
Kopparvallen (Åtvidabergs FF) ·
Nya Parken (IFK Norrköping) ·
Olympia (Helsingborgs IF) ·
Rambergsvallen (BK Häcken) ·
Strandvallen (Mjällby AIF) ·
Strawberry Arena (AIK Fotboll) ·
Strömvallen (Gefle IF) ·
Eleda Stadion (Malmö FF) ·
Tele2 Arena (Djurgårdens IF) ·
Örjans vall (Halmstads BK)
Ängelholms IP (Ängelholms FF) ·
Finnvedsvallen (IFK Värnamo) ·
Gamla Ullevi (GAIS Göteborg) ·
Jämtkraft Arena (Östersunds FK) ·
Landskrona IP (Landskrona BoIS) ·
Myresjöhus Arena (Östers IF) ·
Norrporten Arena (GIF Sundsvall) ·
Påskbergsvallen (Varbergs BoIS) ·
Skarsjövallen (Ljungskile SK) ·
Stadsparksvallen (Jönköpings Södra IF) ·
Stora Valla (Degerfors IF) ·
Studenternas IP (IK Sirius FK) ·
Södertälje Fotbollsarena (Assyriska Föreningen, Syrianska FC) ·
Tele2 Arena (Hammarby IF) ·
Vapenvallen (Husqvarna FF)
Arosvallen ·
Bårsta IP ·
Enavallen ·
Folkungavallen ·
Fredriksskans IP ·
Gamla Ullevi ·
Herrgärdets IP ·
Hillängens IP ·
Jernvallen ·
Johanneshovs IP ·
Kamratvallen ·
Lövåsvallen ·
Malmö IP ·
Malmö Stadion ·
Motala IP ·
Norra IP ·
Ramnavallen ·
Råsunda IP ·
Råsundastadion ·
Rimnersvallen ·
Ruddalens IP ·
Ryavallen ·
Sandåkerns IP ·
Skogsvallen ·
Slottsskogsvallen ·
Olympisch Stadion (Stockholm) ·
Söderstadion ·
T3 Arena ·
Trollebo IP ·
IJsbaan van Eskilstuna ·
Ullevi ·
Vägga IP ·
Vångavallen ·
Värendsvallen